# Station Nishikujo

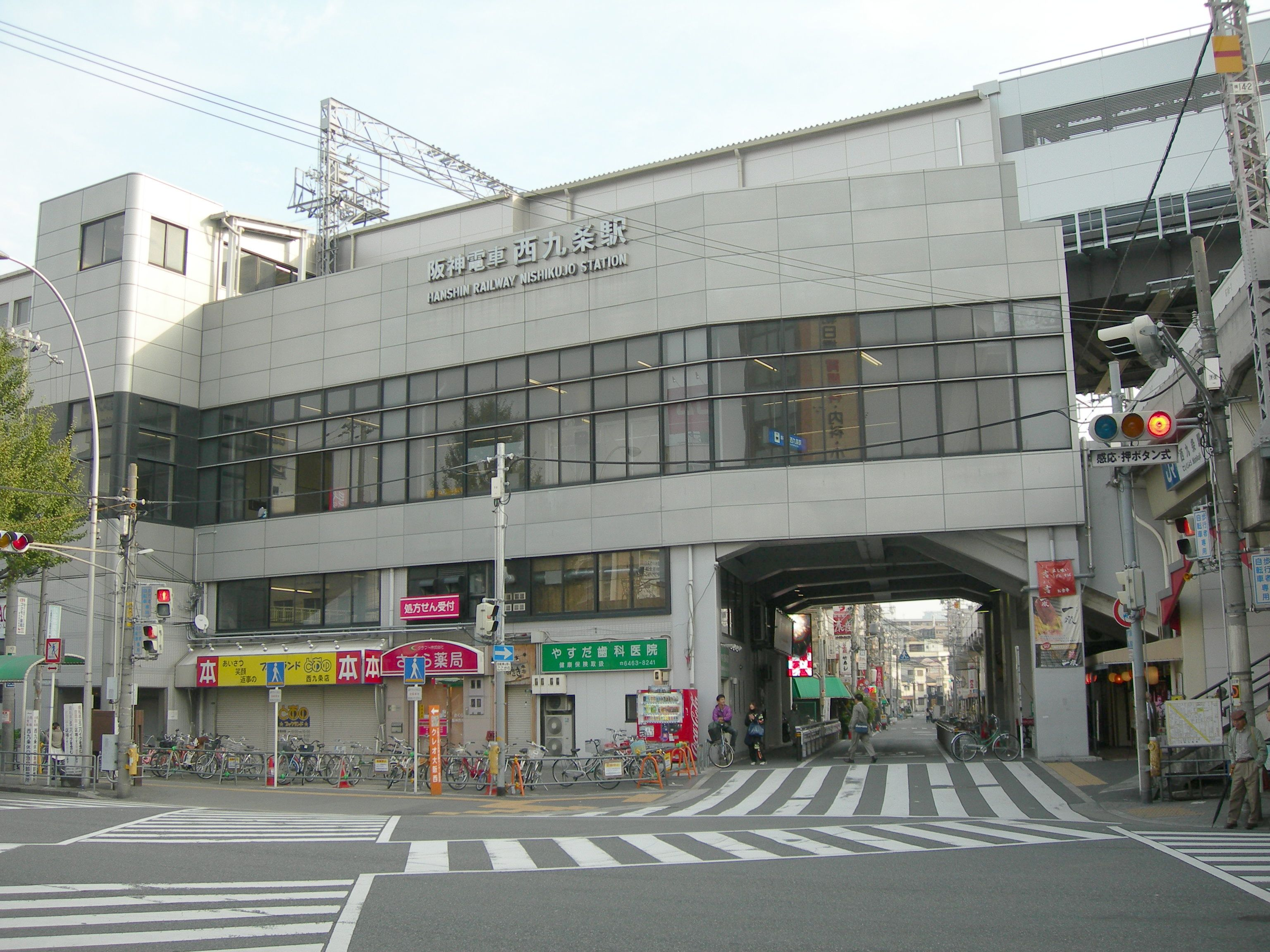
Ingang van het station Hanshin-Nishikujō.

Station Nishikujō (西九条駅, Nishikujō-eki) is een spoorwegstation in de wijk Konohana-ku in Osaka, Japan. Het wordt aangedaan door de Osaka-ringlijn, de Hanshin-Namba-lijn en de Yumesaki-lijn, waarvan het station tevens het beginpunt is.

## Stationsindeling
Het station bestaat uit twee delen: het eerste, viersporige station dat wordt aangedaan door de lijnen van JR West en het hogere, bijna loodrecht gelegen tweede station, bestaande uit twee sporen, dat wordt aangedaan door de Hanshin-Namba-lijn. Het gedeelte van JR bestaat uit twee zijperrons (sporen 1 & 4) en een eilandperron (sporen 2 & 3). Het station van Hanshin heeft twee zijperrons. Beide stations hebben hun eigen ingangen en voorzieningen.

## Geschiedenis
- JR:

In 1898 werd het station geopend aan de Nishinari-lijn en in 1961 kreeg het gedeelte van JR West zijn huidige vorm; de Nishinari-lijn werd opgesplitst in twee delen, waarvan het eerste deel tot de nieuwe Osaka-ringlijn ging behoren en het tweede zelfstandig verderging als de Yumesaki-lijn.
- Hanshin:

In 1964 kreeg de Nishi-Osaka-lijn (de voorloper van de Hanshin-namba-lijn) een station loodrecht aan het station van JR en vormde dit het eindpunt van deze lijn. Sinds 1967 waren er plannen om deze lijn door te trekken naar Namba, maar pas in 2003 begonnen de werkzaamheden. In 2009 was de verlenging af, waarmee er een einde kwam van station Nishikujō als eindstation.

## Lijnen

### JR West
| 1 | ■Osaka-ringlijn   | naar Ōsaka en Kyōbashi                     |
| 2 | ■JR Yumesaki-lijn | naar Universal Studios Japan en Sakurajima |
| 3 | ■JR Yumesaki-lijn | naar Universal Studios Japan en Sakurajima |
| 4 | ■Osaka-ringlijn   | naar Bentenchō en Tennōji                  |

### Hanshin
| 1 | ■Hanshin Namba-lijn | richting Namba     |
| 2 | ■Hanshin Namba-lijn | richting Amagasaki |

## Overig openbaar vervoer
- Aan de westkant van het station:
  - Bus 82
- Aan de noordkant van het station:
  - Bussen 43, 56, 59, 59A, 77, 79, 81

## Stationsomgeving
- Ajikawa-tunnel
- Stedelijk ziekenhuis van Noord-Osaka
- 7-Eleven
- FamilyMart
- Yoshinoya
- Sukiya
- Life
- Kōnan

Osaka · Fukushima · Noda · Nishikujo · Bentencho · Taisho · Ashiharabashi · Imamiya · Shin-Imamiya · Tennoji · Teradacho · Momodani · Tsuruhashi · Tamatsukuri · Morinomiya · Osakajo-koen · Kyobashi · Sakuranomiya · Temma · Osaka
Nishikujō · Ajikawaguchi · Universal City · Sakurajima
(<<Hanshin-lijn) Amagasaki · Daimotsu · Dekijima · Fuku · Dempō · Chidoribashi · Nishikujō · Kujō · Dome-mae · Sakuragawa · Ōsaka Namba (Kintetsu Namba-lijn, Nara-lijn>>)